# William Peed
William "Bill" Bartlett Peed, aussi connu sous le pseudonyme de Bill Peet, est un scénariste américain, né le 29 janvier 1915 à Grandview (Indiana, États-Unis), mort le 11 mai 2002 à Studio City (Californie, États-Unis).

## Biographie
Il commença sa carrière aux studios Disney en 1937 comme apprenti animateur. Sous le pseudonyme de Bill Peet, il fut l'un des principaux scénaristes des studios Disney, de Pinocchio (1940) à Merlin l'Enchanteur (1963). Dessinateur de formation, il s'occupa également de la conception de nombreux personnages.
Il partageait avec Walt le goût de la campagne et avait un talent d'humoriste conjugué à une capacité de créer des personnages ancrés dans la réalité et proche de la Terre.
Il quitte le studio, en 1964 durant la production du Livre de la jungle (1967) pour se consacrer à la littérature enfantine.
Il fut nommé aux Disney Legends en 1996.

## Filmographie
- 1938 : Call of the Yukon (en)
- 1940 : Pinocchio
- 1940 : Fantasia séquence La Symphonie Pastorale
- 1941 : Dumbo
- 1944 : Les Trois Caballeros
- 1945 : La Chasse au tigre de Jack Kinney
- 1945 : Souvenir d'Afrique
- 1945 : En route pour l'Ouest
- 1946 : Chevalier d'un jour
- 1946 : Mélodie du Sud
- 1947 : Mickey et le Haricot magique
- 1948 : Danny, le petit mouton noir
- 1950 : Cendrillon
- 1950 : Wonder Dog
- 1951 : Pluto et la Cigogne
- 1951 : Alice au Pays des Merveilles
- 1952 : Lambert le lion peureux
- 1952 : Susie, le petit coupé bleu
- 1952 : The Little House
- 1953 : Peter Pan
- 1953 : Franklin et moi
- 1957 : The Truth About Mother Goose
- 1959 : La Belle au bois dormant
- 1960 : Goliath II
- 1961 : Les 101 Dalmatiens
- 1963 : Merlin l'Enchanteur